# 김진 (장영공)
김진(金稹, 1292년 ~ ?)은 고려 후기의 문신으로, 초명은 김보문(金普文), 본관은 광산(光山)이다. 김사원(金士元)의 아들이다.

## 생애
문과에 급제한 후 충숙왕(忠肅王)조에 성균좨주(成均祭酒) 겸 통례문부사(通禮門副使)가 되었다.
1340년(충혜왕 후 원년) 성균시(成均試)를 주관해 양윤식(梁允軾) 등을 뽑았으며, 1342년(충혜왕 후 3년) 정당문학(政堂文學)으로서 문과의 지공거(知貢擧)가 되어 이자을(李資乙) 등 33명에게 급제를 하사했다.
시호는 장영(章榮)이다.

## 가족 관계
- 증조 - 김대린(金大鱗)[2] : 증(贈) 문하시랑평장사(門下侍郞平章事)·판병부사(判兵部事)
  - 조부 - 김련(金璉, 1215년 ~ 1291년) : 첨의시랑찬성사(僉議侍郞贊成事)·판판도사사(判版圖司事), 양간공(良簡公)
    - 아버지 - 김사원(金士元, 1257년 ~ 1319년) : 도첨의시랑찬성사(都僉議侍郞贊成事)·상호군(上護軍), 정경공(貞景公)
    - 어머니 - 도첨의중찬(都僉議中贊)·수문관대사학(修文館大司學)·제수사(提修史)·판판도사사감찰사사(判版圖司事監察司事), 문성공(文成公) 안향(安珦, 1243년 ~ 1306년)의 5녀[2]
      - 부인 - 도첨의평리(都僉議評理)·상장군(上將軍) 권윤명(權允明)의 딸[2]
        - 장남 - 김광리(金光利, 1310년 ~ ?)[2] : 전리판서(典理判書)
        - 차남 - 김영리(金英利, 1314년 ~ ?)[2] : 판군기감사(判軍器監事), 김약채(金若采)의 조부
        - 3남 - 김성리(金成利, 1324년 ~ ?)[2]
        - 4남 - 김안리(金安利, 1328년 ~ ?)[2] : 전법판서(典法判書)
        - 5남 - 김천리(金天利, 1333년 ~ ?)[7] : 밀직부사(密直副使), 김연(金緣, 1487년 ~ 1544년)의 5대조
        - 첫째 사위 : 박덕룡(朴德龍, 1310년 ~ ?)[2] : 전리판서, 박형(朴形, ? ~ 1398년)의 아버지
        - 둘째 사위 : 한천(韓蕆, 1325년 ~ ?)